# Saint-Martin-du-Mont (Saona y Loira)
 Saint-Martin-du-Mont  es una población y comuna francesa, en la región de Borgoña, departamento de Saona y Loira, en el distrito de Louhans y cantón de Beaurepaire-en-Bresse.

## Demografía
| 179 | 167 | 137 | 167 | 155 | 146 |
| Para los censos de 1962 a 1999 la población legal corresponde a la población sin duplicidades (Fuente: INSEE [Consultar]) |     |     |     |     |     |